# Robert Schoukens
Robert Schoukens (Binche, 27 mei 1928 – 16 juni 2022) was een Belgisch snelwandelaar. Hij was meervoudig Belgisch kampioen op de 20 en 50 km snelwandelen en vestigde op beide afstanden Belgische records. 

## Loopbaan
Schoukens werd Belgisch kampioen op de 20 km snelwandelen in 1961, 1964 en 1965 en op de 50 km snelwandelen in 1961, 1962, 1964 en 1968. Hij was tevens Belgisch recordhouder op de 20 km (1:32.57,4) en 50 km (4:39.29).
In 1977 volgde Schoukens Robert Rinchard op als winnaar van de ultralange wedstrijd Straatsburg-Parijs.
In tegenstelling tot zijn landgenoot en concurrent Rinchard is Robert Schoukens altijd aan competitie blijven doen. Op 11 november 1990 vestigde hij nog een wereldrecord op de 50 km snelwandelen in de leefdtijdscategorie van 60 tot 64 jaar. Met zijn tijd van 4:51.12 staat hij momenteel derde op de ranglijst aller tijden in die categorie. Op 2 oktober 2011 vestigde hij op 83-jarige leeftijd in Tilburg een wereldrecord op de 50 km voor +80-jarigen: 6:56.37.
Robert Schoukens overleed in 2022 op 94-jarige leeftijd.

## Belgische kampioenschappen
| Onderdeel             | Jaar                   |
| --------------------- | ---------------------- |
| 20.000 m snelwandelen | 1961, 1964, 1965       |
| 50 km snelwandelen    | 1961, 1962, 1964, 1968 |
| 100 km snelwandelen   | 1973, 1974             |

## Palmares

### 20.000 m snelwandelen
- 1961:  BK - 1:46.27
- 1962:  BK - 1:51
- 1964:  BK - 1:44.22
- 1965:  BK - 1:45.43
- 1966:  BK - 1:47.30
- 1967:  BK - 1:44.00
- 1968:  BK - 1:44.26

### 50 km snelwandelen
- 1960:  BK - 5:00.26
- 1961:  BK - 5:32.59
- 1962:  BK - 5:19.58
- 1963:  BK - 5:05.53
- 1964:  BK - 4:49.39
- 1968:  BK - 4:50.15
- 1969:  BK - 5:02.55
- 1970:  BK - 4:52.12
- 1971:  BK - 5:04.40
- 1973:  BK - 5:01.09
- 1974:  BK - 4:44.47

### 100 km snelwandelen
- 1973:  BK - 10:34.40
- 1974:  BK - 9:46.23
- 1976:  BK - 10:06.00
- 1977:  BK - 10:04.00
- 1979:  BK - 9:54.03
- 1980:  BK - 10:28.38

### andere
- 1977:  Straatsburg-Parijs (507 km) - 64:11